# Ram Promaster City
Ram Promaster City  — компактний фургон, який буде продаватись під маркою Ram Trucks з 2014 року, створений на основі Fiat Doblò другого покоління. Вироблятися модель буде в Туреччині на заводі Tofas.

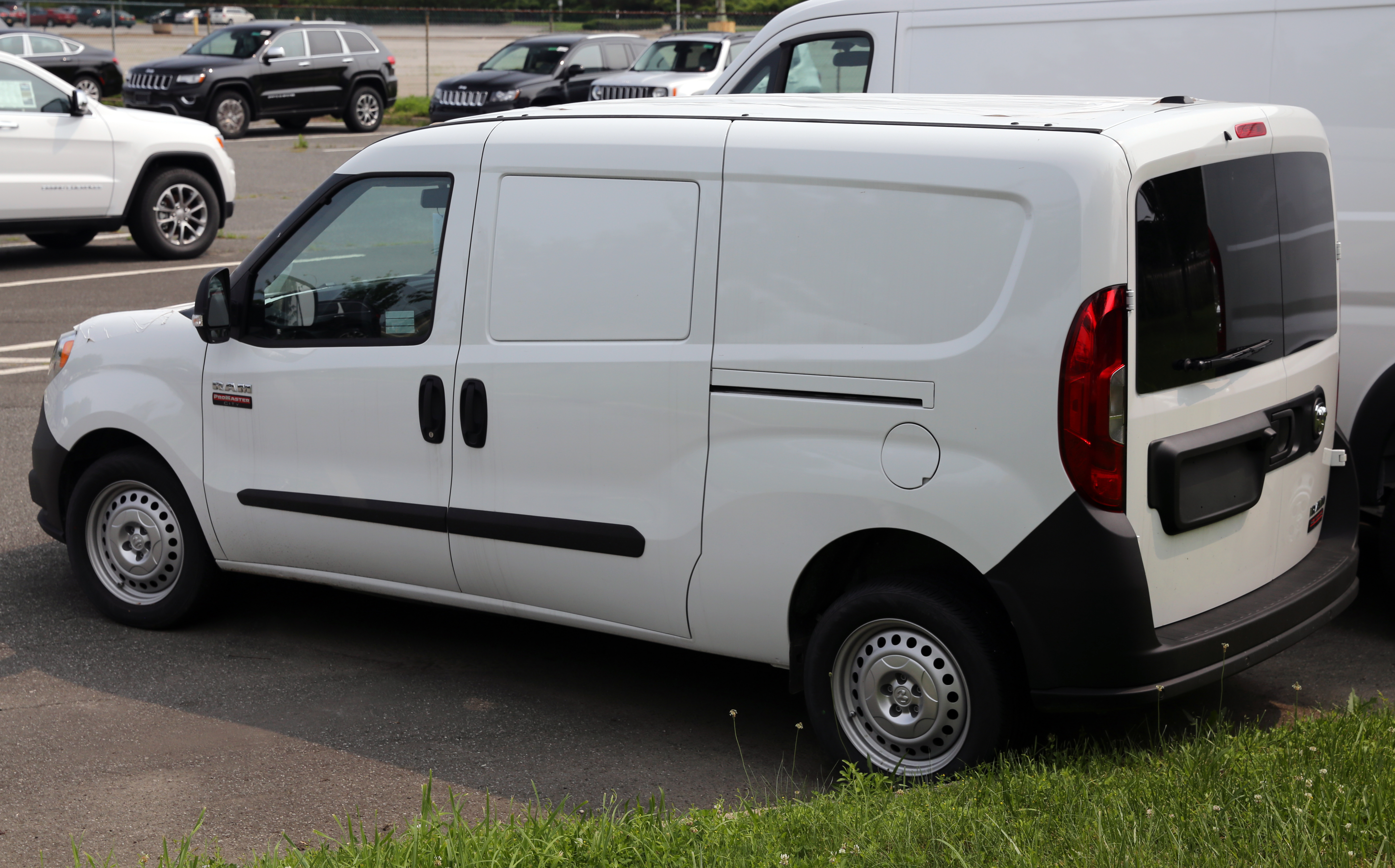

Promaster City оснащується двигуном Chrysler об'ємом 2,4 літра (178 к.с.) в парі з 9-ст. автоматичною коробкою передач.
Покупцям автомобіля Ram ProMaster City пропонуються дві версії: вантажний фургон Tradesman Cargo і вантажопасажирський комбі Wagon з п'ятимісцевим салоном. У всіх модифікацій — двостулкові двері ззаду і зсувні двері з обох бортів.

## Двигун
- 2.4L Tigershark MultiAir 2 DOHC І4 178 к.с. 236 Нм